# Semanotus semenovi
Semanotus semenovi är en skalbaggsart som beskrevs av Okunev 1933. Semanotus semenovi ingår i släktet Semanotus och familjen långhorningar.
Artens utbredningsområde är Kazakstan. Inga underarter finns listade i Catalogue of Life.